# Sydamerikanska mästerskapet i volleyboll för herrar 2021
Sydamerikanska mästerskapet 2021 i volleyboll för herrar spelades 1 till 5 september 2021 i Brasilia, Brasilien. Det var den 34:e upplagan av turneringen och fem landslag från CSV:s medlemsförbund deltog. Brasilien vann titeln för 33:e gången. Bruno Rezende utsågs till mest värdefulla spelare.

## Arenor
|                                                                     |  |  |
|                                                                     |  |  |
| Ginásio Nilson Nelson Stad: Brasilia Kapacitet: 11 105 Öppnad: 1973 |  |  |

## Regelverk

### Format
Tävlingen genomfördes i gruppformat där alla lag mötte varandra en gång.

### Metod för att bestämma tabellplacering
Om slutresultatet blev 3-0 eller 3-1 tilldelades 3 poäng till det vinnande laget och 0 till det förlorande laget, om slutresultatet blev 3-2 tilldelades 2 poäng till det vinnande laget och 1 till det förlorande laget.
Lagens position i respektive grupp bestämdes utifrån (i tur och ordning):
- Antal vunna matcher
- Poäng;
- Kvot vunna/förlorade set
- Kvot vunna/förlorade bollpoäng
- Inbördes möten.

## Deltagande lag
| Lag       | Deltog senast |
| --------- | ------------- |
| Argentina | Chile 2019    |
| Brasilien | Chile 2019    |
| Chile     | Chile 2019    |
| Colombia  | Chile 2019    |
| Peru      | Chile 2019    |
| Venezuela | Chile 2019    |

## Turneringen

### Resultat
| 1 september 2021 Ginásio Nilson Nelson, Brasilia Speltid: ? - Åskådare: ? | Argentina | 3 - 0 | Colombia  | 25-20, 25-19, 25-17        |
| 1 september 2021 Ginásio Nilson Nelson, Brasilia Speltid: ? - Åskådare: ? | Peru      | 0 - 3 | Brasilien | 12-25, 19-25, 18-25        |
| 2 september 2021 Ginásio Nilson Nelson, Brasilia Speltid: ? - Åskådare: ? | Chile     | 3 - 0 | Peru      | 25-23, 25-22, 25-13        |
| 2 september 2021 Ginásio Nilson Nelson, Brasilia Speltid: ? - Åskådare: ? | Brasilien | 3 - 0 | Colombia  | 25-20, 25-22, 25-21        |
| 3 september 2021 Ginásio Nilson Nelson, Brasilia Speltid: ? - Åskådare: ? | Peru      | 0 - 3 | Argentina | 20-25, 21-25, 12-25        |
| 3 september 2021 Ginásio Nilson Nelson, Brasilia Speltid: ? - Åskådare: ? | Chile     | 0 - 3 | Brasilien | 22-25, 18-25, 19-25        |
| 4 september 2021 Ginásio Nilson Nelson, Brasilia Speltid: ? - Åskådare: ? | Argentina | 3 - 1 | Chile     | 25-16, 21-25, 25-21, 25-22 |
| 4 september 2021 Ginásio Nilson Nelson, Brasilia Speltid: ? - Åskådare: ? | Colombia  | 3 - 1 | Peru      | 25-21, 25-17, 23-25, 25-15 |
| 5 september 2021 Ginásio Nilson Nelson, Brasilia Speltid: ? - Åskådare: ? | Brasilien | 3 - 1 | Argentina | 25-17, 24-26, 25-18, 25-18 |
| 5 september 2021 Ginásio Nilson Nelson, Brasilia Speltid: ? - Åskådare: ? | Colombia  | 1 - 3 | Chile     | 25-22, 17-25, 22-25, 15-25 |

### Sluttabell
| Pos. | Lag       | Pt | G | V | P | VS | FS | Kvot   | VP  | FP  | Kvot  |
| ---- | --------- | -- | - | - | - | -- | -- | ------ | --- | --- | ----- |
| 1.   | Brasilien | 12 | 4 | 4 | 0 | 12 | 1  | 12,000 | 324 | 250 | 1,296 |
| 2.   | Argentina | 9  | 4 | 3 | 1 | 10 | 4  | 2,500  | 325 | 292 | 1,113 |
| 3.   | Chile     | 6  | 4 | 2 | 2 | 7  | 7  | 1,000  | 315 | 308 | 1,022 |
| 4.   | Colombia  | 3  | 4 | 1 | 3 | 4  | 10 | 0,400  | 296 | 324 | 0,913 |
| 5.   | Peru      | 0  | 4 | 0 | 4 | 1  | 12 | 0,083  | 237 | 323 | 0,733 |

## Slutplaceringar
| Pos | Lag       | Kvalificerat för |
| --- | --------- | ---------------- |
|     | Brasilien | VM 2022          |
|     | Argentina |                  |
|     | Chile     |                  |
| 4.  | Colombia  |                  |
| 5.  | Peru      |                  |

## Individuella utmärkelser
| Utmärkelse              | Namn                | Lag       |
| ----------------------- | ------------------- | --------- |
| Mest värdefulla spelare | Bruno Rezende       | Brasilien |
| Bästa passare           | Bruno Rezende       | Brasilien |
| Bästa högerspiker       | Liberman Agámez     | Colombia  |
| Bästa vänsterspiker     | Ricardo Lucarelli   | Brasilien |
| Bästa vänsterspiker     | Vicente Parraguirre | Chile     |
| Bästa center            | Agustín Loser       | Argentina |
| Bästa center            | Martín Ramos        | Argentina |
| Bästa libero            | Santiago Danani     | Argentina |